# Sporopollenin

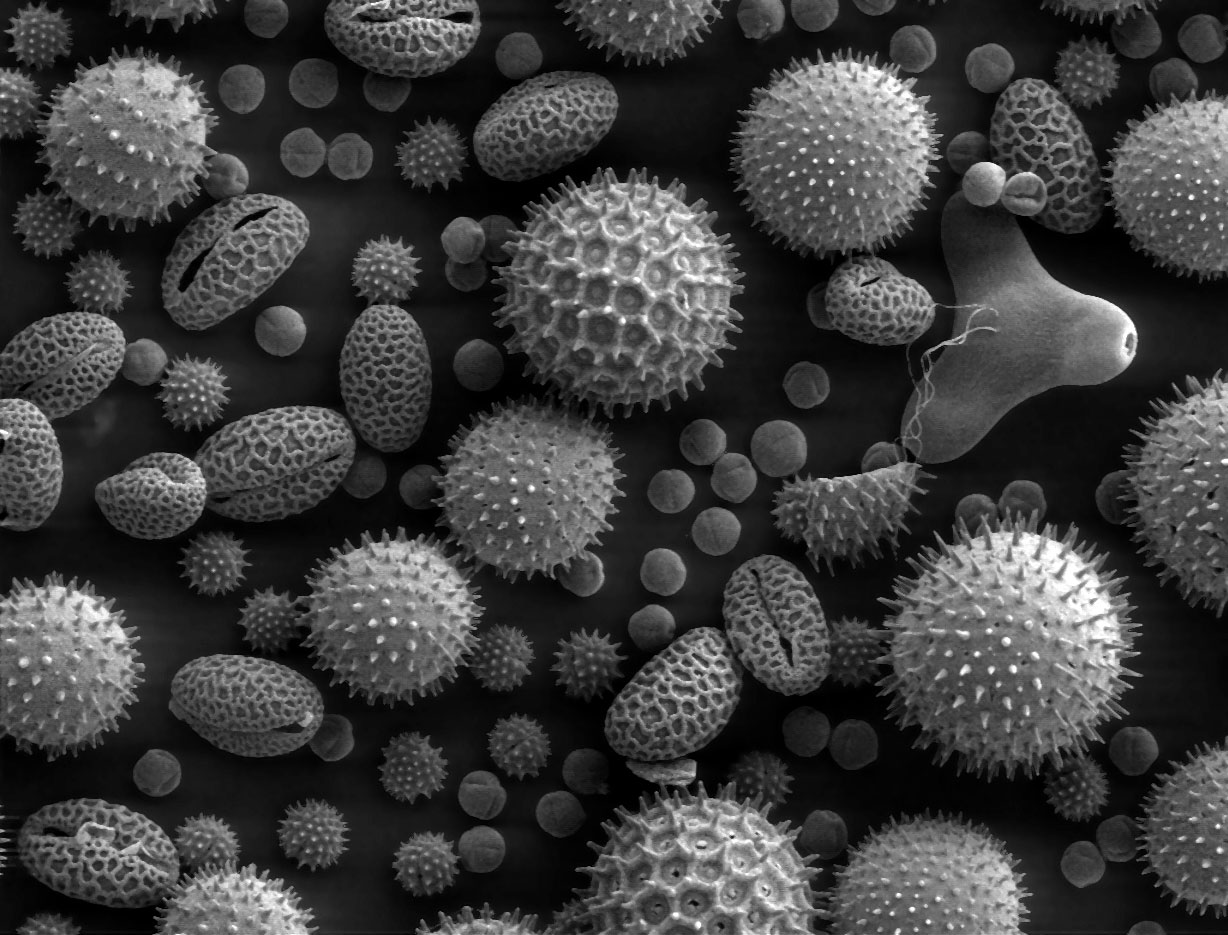
Pollenszemek pásztázó elektronmikroszkópos képe

A sporopollenin az exine (a pollenszem külső fala) egyik fő alkotója. Kémiailag rendkívül stabil, és általában hosszú ideig jó állapotban megmarad a talajban és az üledékekben. Az exine réteg gyakran fajspecifikusan barázdált (lásd a mellékelt képet), ami hasznos információt nyújthat a pl. különböző letűnt korok üledékeit vizsgáló palinológusoknak a múltbéli táj növény- és gombapopulációiról.
A sporopollenin számos zöldmoszat csoport sejtfalából is előkerült. (Pl. Chlorella. )
A sporopollenin pontos kémiai összetétele egyelőre nem teljesen világos, szokatlanul stabil molekuláról lévén szó, mely rendkívül jól ellenáll a legkülönfélébb enzimeknek és erős kémiai reagenseknek is. Vegyi elemzések arra utalnak, hogy a sporopollenin egy olyan biopolimer-keverék, mely főleg hosszú zsírsavláncokból, fenilpropanoidokból, fenolokból és nyomokban karotinoidokból áll.
Elektronmikroszkópos felvételeken jól látszik, hogy a tapétum sejtjei, melyek az antérában körbeveszik a fejlődő pollenszemet, aktív szekréciós rendszerrel rendelkeznek, ami lipofil globulusok formájában látható ezekben a sejtekben. Ezek a globulusok (gömböcskék) tartalmazzák minden bizonnyal a sporopollenin előanyagait. A pollenfejlődésre ható kémiai gátlószerek (inhibítorok) és számos hímsterilitást okozó mutáció ezeknek a globulusoknak a szekréciójára hat a tapétum sejtjeiben.